# Eduardo Kapstein
Eduardo Kapstein, né le 28 mars 1914 à Santiago au Chili et mort en 1997, est un ancien joueur chilien de basket-ball.

## Palmarès
- Champion d'Amérique du Sud 1937